# باول كليمنس فون بومغارتن
باول كليمنس فون بومغارتن (بالألمانية: Paul Clemens von Baumgarten)‏ هو طبيب وعالم أحياء وأستاذ جامعي ألماني، ولد في 28 أغسطس 1848 في درسدن في ألمانيا، وتوفي في 10 يوليو 1928 في توبينغن في ألمانيا.